# Caudebronde
Caudebronde  est une commune française située dans le Nord-Ouest du département de l'Aude en région Occitanie.
Sur le plan historique et culturel, la commune fait partie de la Montagne Noire, un massif montagneux constituant le rebord méridional du Massif central. Exposée à un climat océanique altéré, elle est drainée par la Dure et par deux autres cours d'eau. La commune possède un patrimoine naturel remarquable composé de trois zones naturelles d'intérêt écologique, faunistique et floristique.
Caudebronde est une commune rurale qui compte 220 habitants en 2022, après avoir connu un pic de population de 599 habitants en 1841. Elle fait partie de l'aire d'attraction de Carcassonne. Ses habitants sont appelés les Caudebrondais ou  Caudebrondaises.

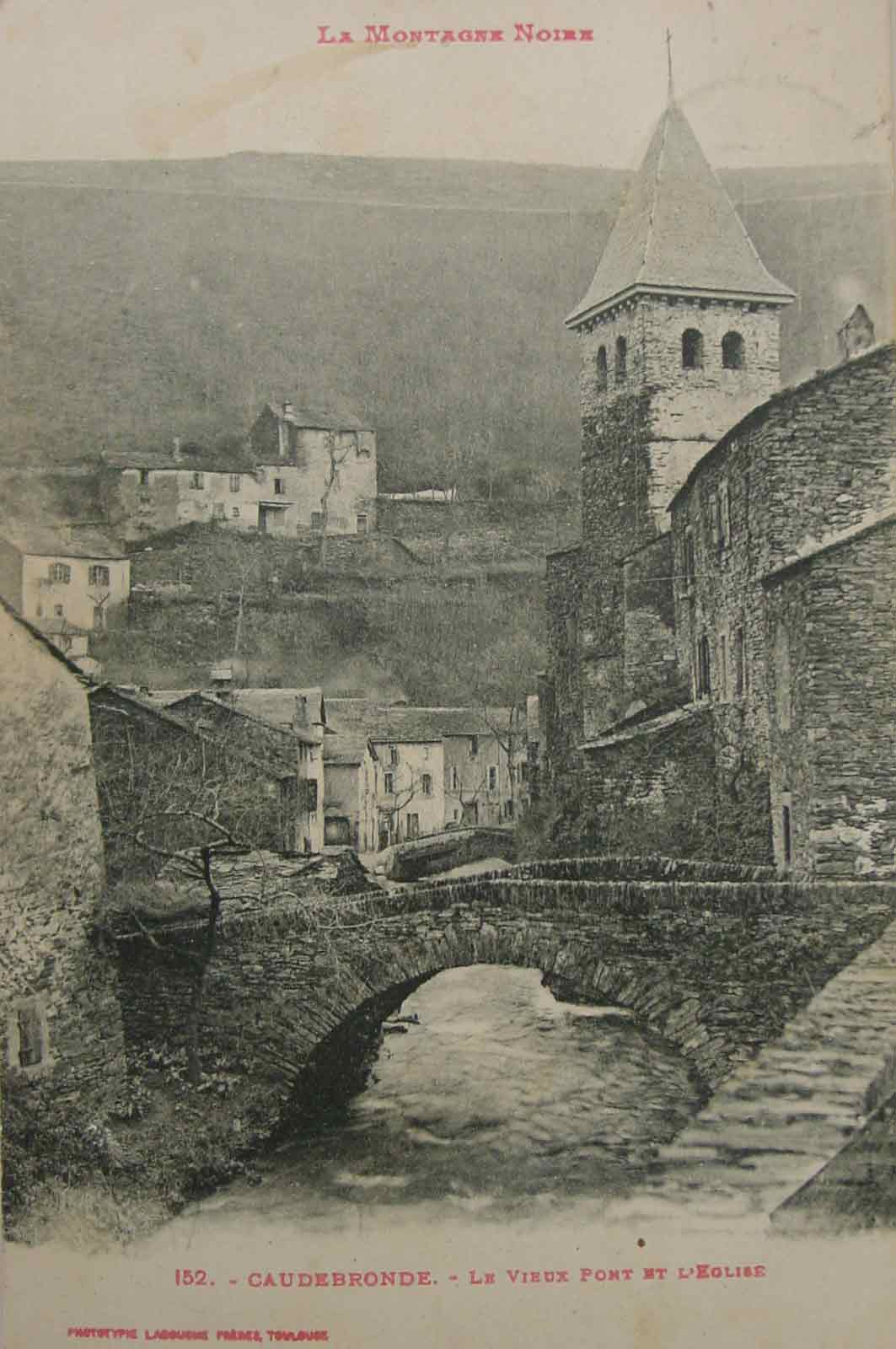

## Géographie

### Localisation
Caudebronde est une commune de la Montagne Noire située dans le Cabardès sur la Dure.

### Communes limitrophes
Les communes limitrophes sont  Cuxac-Cabardès, La Tourette-Cabardès, Les Martys, Miraval-Cabardès et Villanière.
|                         | Les Martys  |                      |
| Cuxac-Cabardès          | Caudebronde | La Tourette-Cabardès |
| Villardonnel (sur 20 m) | Villanière  | Miraval-Cabardès     |

### Géologie et relief
Caudebronde se situe en zone de sismicité 1 (sismicité très faible).

### Hydrographie
La commune est dans la région hydrographique « Côtiers méditerranéens », au sein du bassin hydrographique Rhône-Méditerranée-Corse. Elle est drainée par la Dure, la Vialesque et le ruisseau des Neuf Fontaines, qui constituent un réseau hydrographique de 7 km de longueur totale,.
La Dure, d'une longueur totale de 26,9 km, prend sa source dans la commune de Laprade et s'écoule vers le sud. Elle traverse la commune et se jette dans la Rougeanne à Montolieu, après avoir traversé 8 communes.

### Climat
Pour des articles plus généraux, voir Climat de l'Occitanie et Climat de l'Aude.
En 2010, le climat de la commune est de type climat océanique altéré, selon une étude s'appuyant sur une série de données couvrant la période 1971-2000. En 2020, Météo-France publie une typologie des climats de la France métropolitaine dans laquelle la commune est toujours exposée à un climat océanique altéré et est dans la région climatique Aquitaine, Gascogne, caractérisée par une pluviométrie abondante au printemps, modérée en automne, un faible ensoleillement au printemps, un été chaud (19,5 °C), des vents faibles, des brouillards fréquents en automne et en hiver et des orages fréquents en été (15 à 20 jours).
Pour la période 1971-2000, la température annuelle moyenne est de 10,8 °C, avec une amplitude thermique annuelle de 15 °C. Le cumul annuel moyen de précipitations est de 1 379 mm, avec 12,6 jours de précipitations en janvier et 6,9 jours en juillet. Pour la période 1991-2020, la température moyenne annuelle observée sur la station météorologique la plus proche, située sur la commune des Martys à 4 km à vol d'oiseau, est de 10,2 °C et le cumul annuel moyen de précipitations est de 1 365,7 mm,. Pour l'avenir, les paramètres climatiques de la commune estimés pour 2050 selon différents scénarios d'émission de gaz à effet de serre sont consultables sur un site dédié publié par Météo-France en novembre 2022.

### Milieux naturels et biodiversité
L’inventaire des zones naturelles d'intérêt écologique, faunistique et floristique (ZNIEFF) a pour objectif de réaliser une couverture des zones les plus intéressantes sur le plan écologique, essentiellement dans la perspective d’améliorer la connaissance du patrimoine naturel national et de fournir aux différents décideurs un outil d’aide à la prise en compte de l’environnement dans l’aménagement du territoire.
Une ZNIEFF de type 1 est recensée sur la commune : la « vallée de la Dure » (272 ha), couvrant 2 communes du département et deux ZNIEFF de type 2, : 
- les « crêtes et pièmonts de la Montagne Noire » (27 188 ha), couvrant 26 communes dont 24 dans l'Aude et 2 dans l'Hérault[15] ;
- la « montagne Noire occidentale » (24 257 ha), couvrant 26 communes dont 25 dans l'Aude et 1 dans le Tarn[16].

Carte des ZNIEFF de type 1 et 2 à Caudebronde.
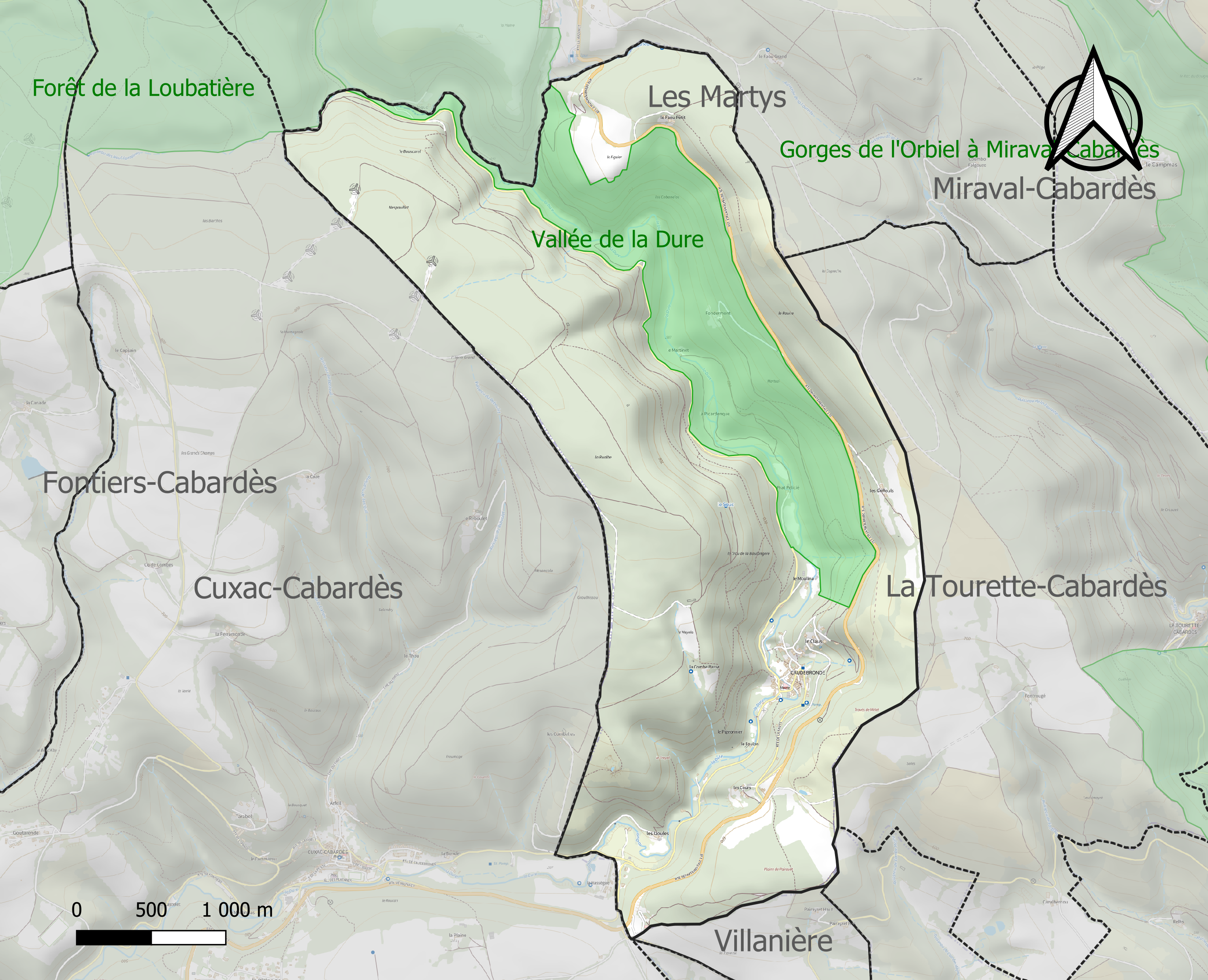
Carte de la ZNIEFF de type 1 sur la commune.
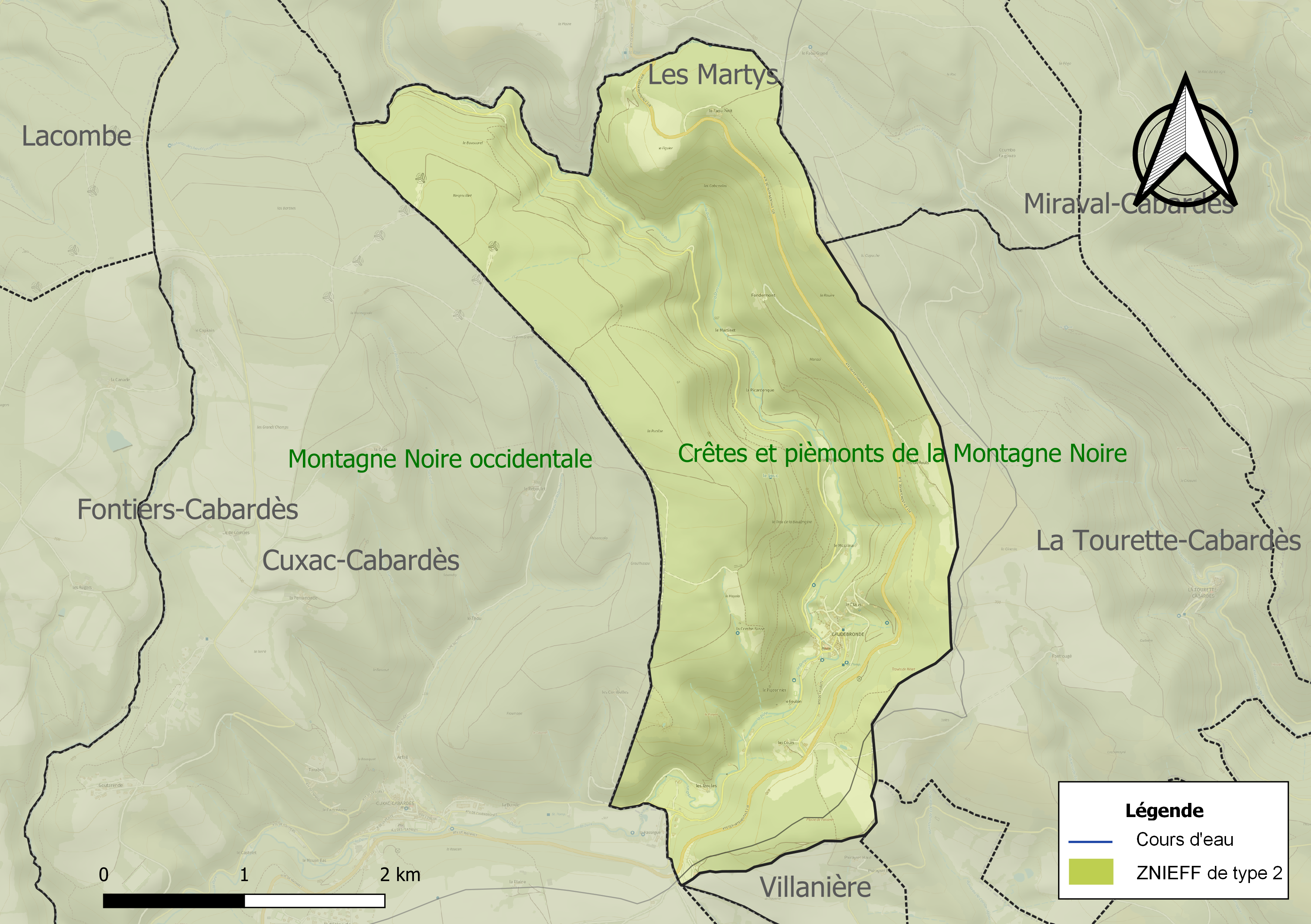
Carte des ZNIEFF de type 2 sur la commune.

## Urbanisme

### Typologie
Au 1er janvier 2024, Caudebronde est catégorisée commune rurale à habitat dispersé, selon la nouvelle grille communale de densité à 7 niveaux définie par l'Insee en 2022.
Elle est située hors unité urbaine. Par ailleurs la commune fait partie de l'aire d'attraction de Carcassonne, dont elle est une commune de la couronne,. Cette aire, qui regroupe 115 communes, est catégorisée dans les aires de 50 000 à moins de 200 000 habitants,.

### Occupation des sols
L'occupation des sols de la commune, telle qu'elle ressort de la base de données européenne d’occupation biophysique des sols Corine Land Cover (CLC), est marquée par l'importance des forêts et milieux semi-naturels (96 % en 2018), en augmentation par rapport à 1990 (94,1 %). La répartition détaillée en 2018 est la suivante : 
forêts (89,2 %), milieux à végétation arbustive et/ou herbacée (6,9 %), prairies (4 %). L'évolution de l’occupation des sols de la commune et de ses infrastructures peut être observée sur les différentes représentations cartographiques du territoire : la carte de Cassini (XVIIIe siècle), la carte d'état-major (1820-1866) et les cartes ou photos aériennes de l'IGN pour la période actuelle (1950 à aujourd'hui).

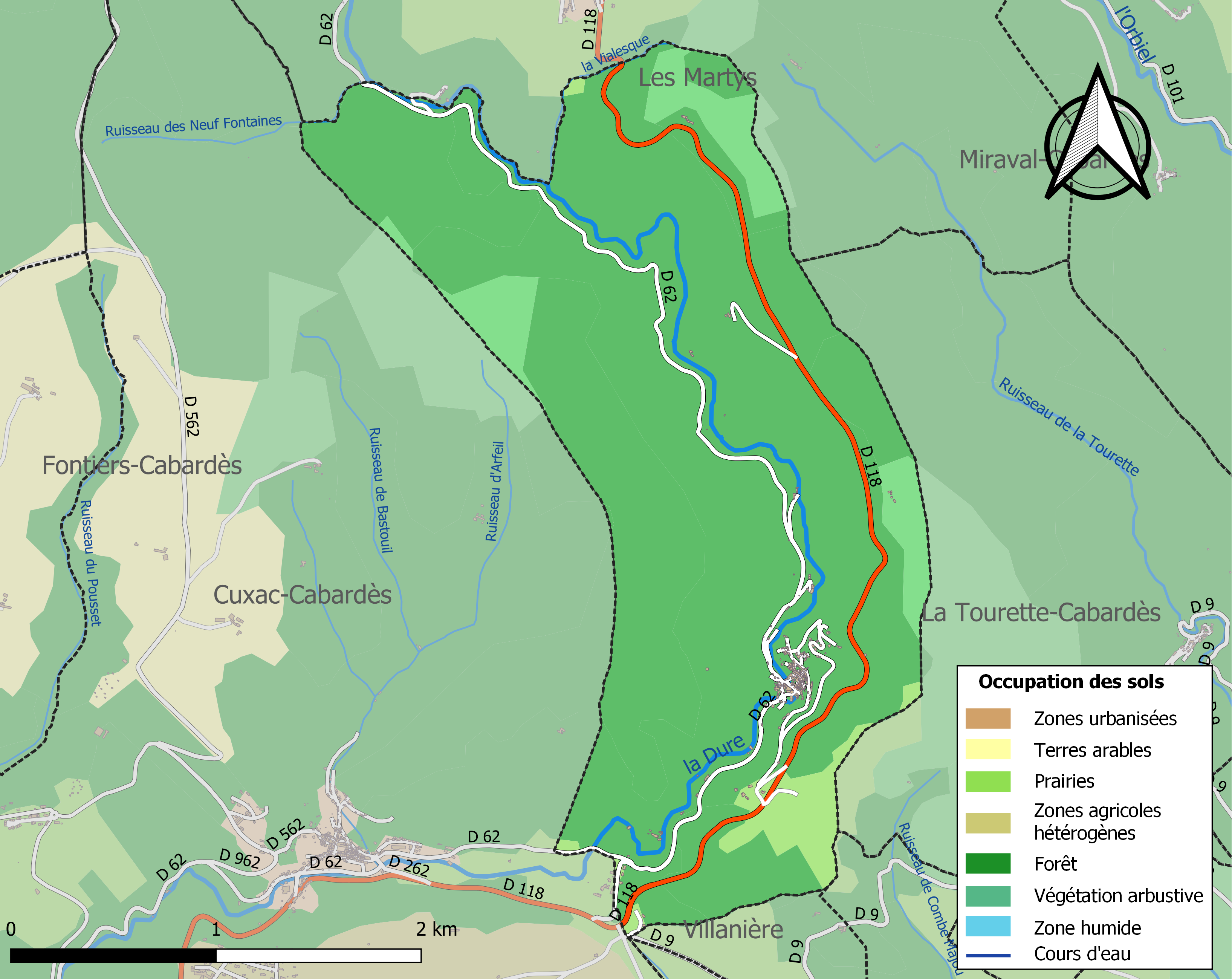
Carte des infrastructures et de l'occupation des sols de la commune en 2018 (CLC).

### Risques majeurs
Le territoire de la commune de Caudebronde est vulnérable à différents aléas naturels : météorologiques (tempête, orage, neige, grand froid, canicule ou sécheresse), feux de forêts et séisme (sismicité très faible). Il est également exposé à deux risques technologiques, le transport de matières dangereuses et la rupture d'un barrage, et à un risque particulier : le risque de radon. Un site publié par le BRGM permet d'évaluer simplement et rapidement les risques d'un bien localisé soit par son adresse soit par le numéro de sa parcelle.

#### Risques naturels

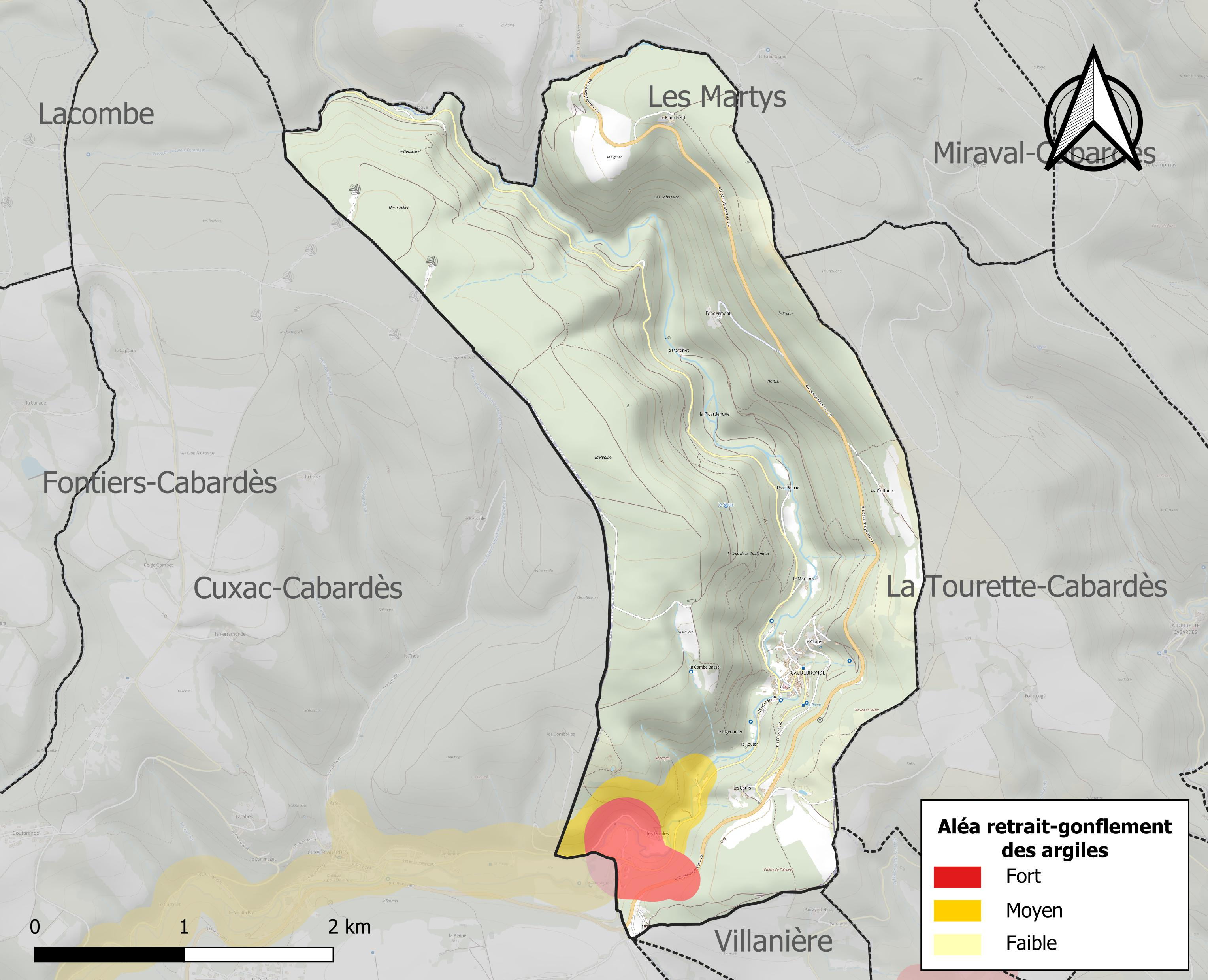
Carte des zones d'aléa retrait-gonflement des sols argileux de Caudebronde.

Le retrait-gonflement des sols argileux est susceptible d'engendrer des dommages importants aux bâtiments en cas d’alternance de périodes de sécheresse et de pluie. 5,2 % de la superficie communale est en aléa moyen ou fort (75,2 % au niveau départemental et 48,5 % au niveau national). Sur les 140 bâtiments dénombrés sur la commune en 2019, 9 sont en aléa moyen ou fort, soit 6 %, à comparer aux 94 % au niveau départemental et 54 % au niveau national. Une cartographie de l'exposition du territoire national au retrait gonflement des sols argileux est disponible sur le site du BRGM,.

#### Risques technologiques
Le risque de transport de matières dangereuses sur la commune est lié à sa traversée par une route à fort trafic. Un accident se produisant sur une telle infrastructure est en effet susceptible d’avoir des effets graves au bâti ou aux personnes jusqu’à 350 m, selon la nature du matériau transporté. Des dispositions d’urbanisme peuvent être préconisées en conséquence.
La commune est en outre située en aval du barrage de Laprade, de classe A, mis en eau en 1984, d’une hauteur de 30,9 mètres et retenant un volume de 8,8 millions de mètres cubes. À ce titre elle est susceptible d’être touchée par l’onde de submersion consécutive à la rupture de cet ouvrage.

#### Risque particulier
Dans plusieurs parties du territoire national, le radon, accumulé dans certains logements ou autres locaux, peut constituer une source significative d’exposition de la population aux rayonnements ionisants. Certaines communes du département sont concernées par le risque radon à un niveau plus ou moins élevé. Selon la classification de 2018, la commune de Caudebronde est classée en zone 2, à savoir zone à potentiel radon faible mais sur lesquelles des facteurs géologiques particuliers peuvent faciliter le transfert du radon vers les bâtiments.

## Histoire
Le 24 août 1942, la police française débarque dans le petit village audois de Caudebronde et procède à l'arrestation des polonais de confession juive envoyés par l'État français pour servir de main d'oeuvre. Parmi eux se trouve de nombreux mineurs travaillant à la mine d'or de Salsigne. Un seul reviendra du camp d'extermination d'Auschwitz ; il s'agit du jeune Simon Salzman. L'ensemble de sa famille sera assasinée là-bas

## Politique et administration

### Découpage territorial
La commune de Caudebronde est membre de la communauté de communes de la Montagne noire, un établissement public de coopération intercommunale (EPCI) à fiscalité propre créé le 1er janvier 2014 dont le siège est à Les Ilhes. Ce dernier est par ailleurs membre d'autres groupements intercommunaux.
Sur le plan administratif, elle est rattachée à l'arrondissement de Carcassonne, au département de l'Aude, en tant que circonscription administrative de l'État, et à la région Occitanie.
Sur le plan électoral, elle dépend du canton de la Vallée de l'Orbiel pour l'élection des conseillers départementaux, depuis le redécoupage cantonal de 2014 entré en vigueur en 2015, et de la première circonscription de l'Aude  pour les élections législatives, depuis le redécoupage électoral de 1986.

### Liste des maires
| Période | Période  | Identité      | Étiquette | Qualité                                                                |
| ------- | -------- | ------------- | --------- | ---------------------------------------------------------------------- |
| 1971    | 2008     | André Delpech | PS        | Vice-président de la Communauté de communes du Cabardès Montagne Noire |
| 2008    | 2020     | Alain Abbadie | SE        | Retraité                                                               |
| 2020    | en cours | Cyril Delpech | SE        | Président de la Communauté de communes de la Montagne Noire            |

## Démographie
| 1793 | 1800 | 1806 | 1821 | 1831 | 1836 | 1841 | 1846 | 1851 |
| ---- | ---- | ---- | ---- | ---- | ---- | ---- | ---- | ---- |
| 433  | 466  | 438  | 532  | 567  | 565  | 599  | 565  | 562  |

| 1856 | 1861 | 1866 | 1872 | 1876 | 1881 | 1886 | 1891 | 1896 |
| ---- | ---- | ---- | ---- | ---- | ---- | ---- | ---- | ---- |
| 534  | 507  | 492  | 440  | 405  | 347  | 361  | 354  | 335  |

| 1901 | 1906 | 1911 | 1921 | 1926 | 1931 | 1936 | 1946 | 1954 |
| ---- | ---- | ---- | ---- | ---- | ---- | ---- | ---- | ---- |
| 319  | 300  | 284  | 229  | 263  | 199  | 202  | 245  | 218  |

| 1962 | 1968 | 1975 | 1982 | 1990 | 1999 | 2005 | 2006 | 2010 |
| ---- | ---- | ---- | ---- | ---- | ---- | ---- | ---- | ---- |
| 200  | 195  | 180  | 154  | 151  | 150  | 161  | 162  | 182  |

| 2015 | 2020 | 2022 | - | - | - | - | - | - |
| ---- | ---- | ---- | - | - | - | - | - | - |
| 189  | 215  | 220  | - | - | - | - | - | - |

## Économie

### Revenus
En 2018  (données Insee publiées en septembre 2021), la commune compte 70 ménages fiscaux, regroupant 163 personnes. La médiane du revenu disponible par unité de consommation est de 19 700 € (19 240 € dans le département).

### Emploi
| Division       | 2008   | 2013   | 2018   |
| -------------- | ------ | ------ | ------ |
| Commune        | 8,3 %  | 6,5 %  | 7 %    |
| Département    | 10,2 % | 12,8 % | 12,6 % |
| France entière | 8,3 %  | 10 %   | 10 %   |

En 2018, la population âgée de 15 à 64 ans s'élève à 118 personnes, parmi lesquelles on compte 65,1 % d'actifs (58,1 % ayant un emploi et 7 % de chômeurs) et 34,9 % d'inactifs,. En  2018, le taux de chômage communal (au sens du recensement) des 15-64 ans est inférieur à celui de la France et du département, alors qu'en 2008 il était supérieur à celui de la France.
La commune fait partie de la couronne de l'aire d'attraction de Carcassonne, du fait qu'au moins 15 % des actifs travaillent dans le pôle,. Elle compte 18 emplois en 2018, contre 22 en 2013 et 17 en 2008. Le nombre d'actifs ayant un emploi résidant dans la commune est de 71, soit un indicateur de concentration d'emploi de 25,3 % et un taux d'activité parmi les 15 ans ou plus de 47,3 %.
Sur ces 71 actifs de 15 ans ou plus ayant un emploi, 13 travaillent dans la commune, soit 18 % des habitants. Pour se rendre au travail, 93,5 % des habitants utilisent un véhicule personnel ou de fonction à quatre roues, 3,9 % s'y rendent en deux-roues, à vélo ou à pied et 2,6 % n'ont pas besoin de transport (travail au domicile).

### Activités hors agriculture
Treize établissements sont implantés  à Caudebronde au 31 décembre 2019. Le secteur de l'industrie manufacturière, des industries extractives et autres est prépondérant sur la commune puisqu'il représente 30,8 % du nombre total d'établissements de la commune (4 sur les 13 entreprises implantées  à Caudebronde), contre 8,8 % au niveau départemental.

### Agriculture
|                                   | 1988 | 2000 | 2010 |
| --------------------------------- | ---- | ---- | ---- |
| Exploitations                     | 6    | 4    | 1    |
| Superficie agricole utilisée (ha) | 39   | 12   | 4    |

La commune fait partie de la petite région agricole dénommée « Montagne Noire ». En 2010, l'orientation technico-économique de l'agriculture  sur la commune est la production de cultures générales. Une seule  exploitation agricole ayant son siège dans la commune est recensée lors du recensement agricole de 2010 (six en 1988). La superficie agricole utilisée est de 4 ha.

## Culture locale et patrimoine

### Lieux et monuments

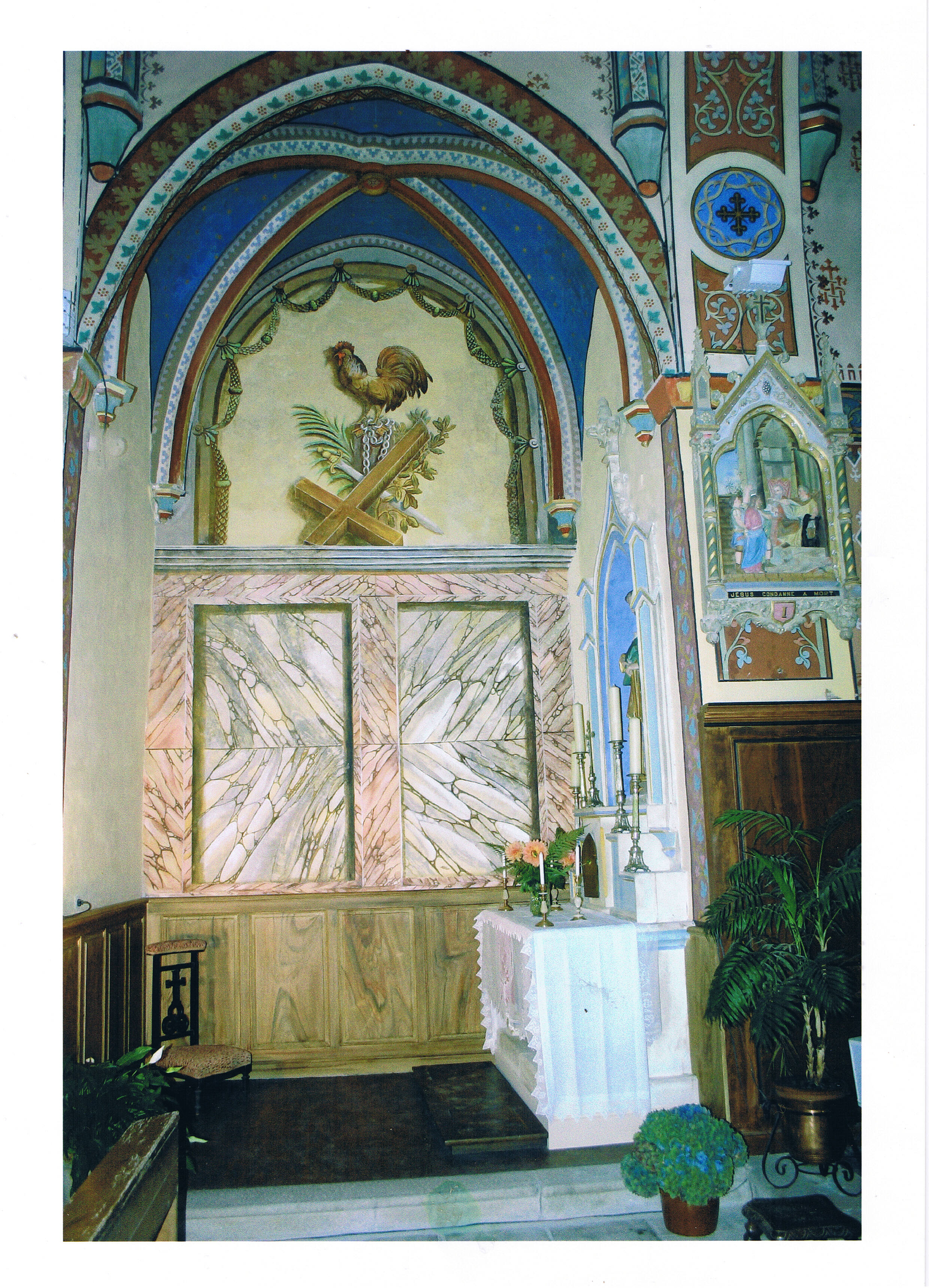
L'église du village est sous le patronage de saint Pierre-ès-Liens. Sa fête est le 1er août.

- Église Saint-Pierre-ès-Liens datant du XVIIe siècle, ancienne chapelle castrale : clocher fin XIXe. Liturgiquement, c'est la fête de la Dédicace de l'église Saint-Pierre-ès-liens de Rome (près du Colisée) ou la fête des chaînes du Prince des Apôtres. "Saint Luc rapporte, dans les Actes des Apôtres, que Hérode, neveu du second par son père, et petit-fils du premier, voulant gagner l'affection des Juifs, après avoir fait trancher la tête à saint Jacques le Majeur, frère de saint Jean l’Évangéliste, fit arrêter saint Pierre et l'envoya en prison, dans le dessein de le faire exécuter publiquement et devant une foule nombreuse assemblée à Jérusalem, aussitôt que la fête de Pâques serait passée. Craignant qu'il n'échappât à sa cruauté, il ne se contenta pas de le faire enfermer ; il le fit lier avec deux chaînes aux murs de la prison où il était, et le donna en garde à des soldats qui en répondaient. Cependant les chrétiens de la ville et des environs sentirent vivement ce coup, et, sachant combien cet Apôtre était nécessaire à l'Église, qui, à peine naissante, se voyait exposée à de si terribles persécutions, ils envoyaient continuellement leurs vœux et leurs soupirs vers le ciel, suppliant leur souverain pasteur de ne pas permettre que son troupeau fût si tôt privé de celui qu'il lui avait donné pour son vicaire. Cette prière fut exaucée : la nuit même où Pierre devait être exécuté, comme il dormait paisiblement dans ses chaînes, au milieu de deux soldats, outre les autres gardes qui étaient en faction devant la porte, l'ange du Seigneur descendit du ciel et remplit toute la prison d'une grande lumière ; et, l'ayant trouvé endormi, il lui donna un coup sur le côté, et lui dit : « Levez-vous promptement ». En même temps, les chaînes lui tombèrent des mains, et il se leva…".
- Chapelle Saint-Pierre de Caudebronde, datant du XVe siècle, citée en 828, jadis appelée Oradour.
- Pierre armoriée XIVe ou XVe.
- Château de Belleford.

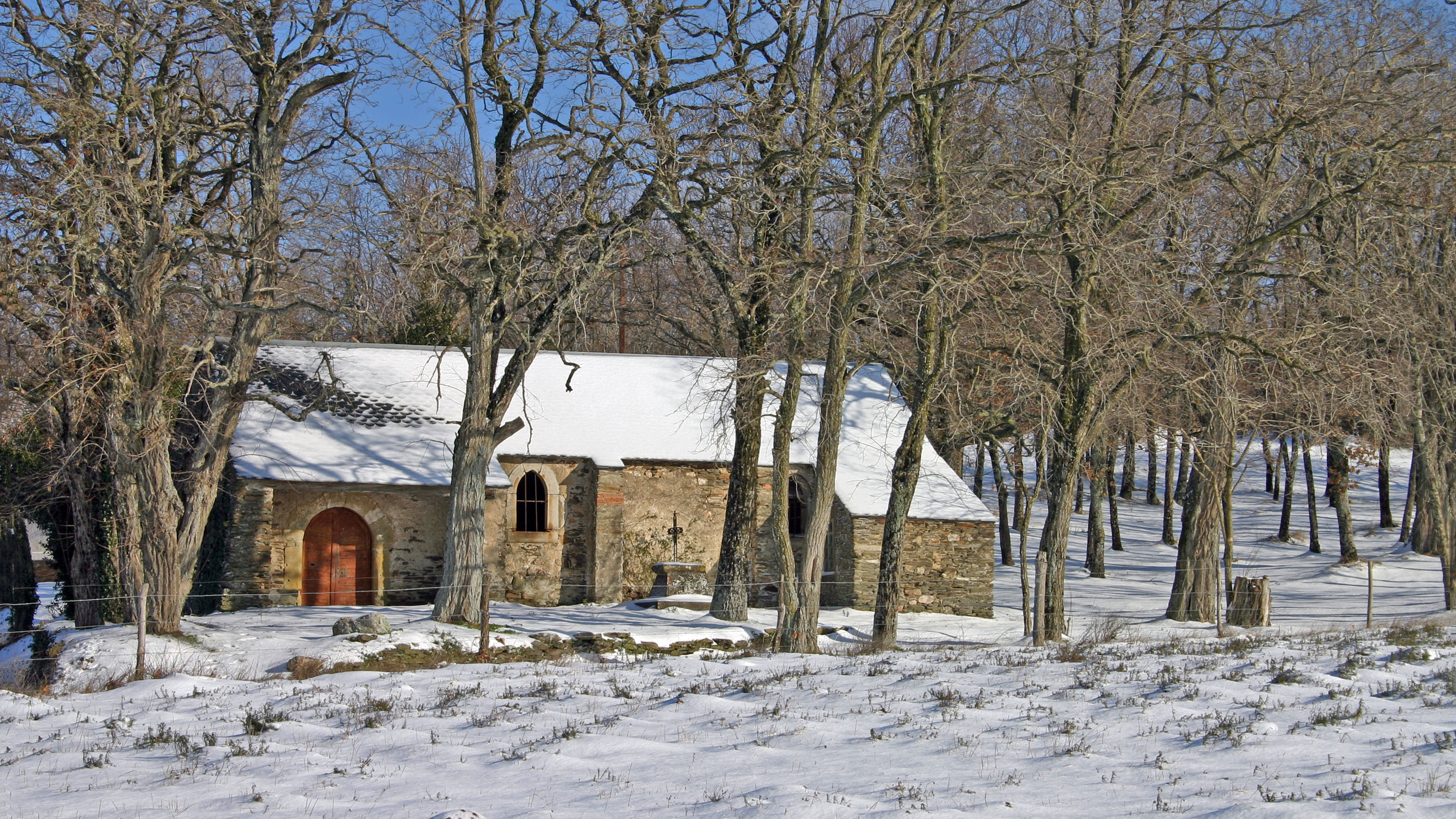
Chapelle Saint-Pierre.
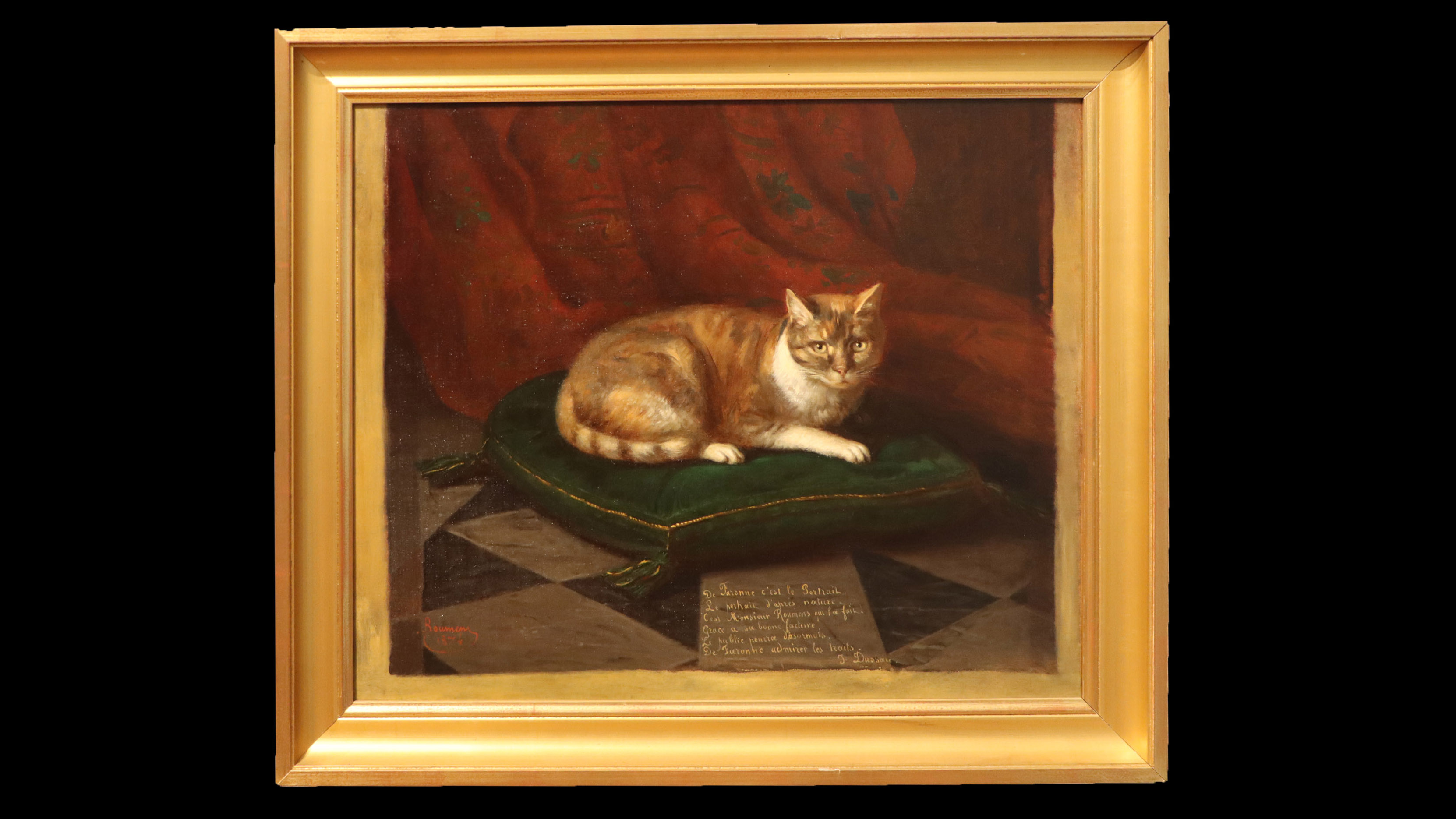
Le chat Faronne par Emile Roumens.

### Personnalités liées à la commune
- Philippe Émile Roumens (1825-1901), né à Caudebronde en 1825, peintre de portraits et de paysages, conservateur du musée des beaux-arts de Carcassonne[38].
- Sylvain Augier (1955-2024), journaliste, présentateur de nombreuses émissions télévisées dont La Carte aux trésors.[pourquoi ?]

### Héraldique
| Blason de Caudebronde | Blason  | De gueules chapé d'or.                           |
| Blason de Caudebronde | Détails | Le statut officiel du blason reste à déterminer. |